# Lasbril

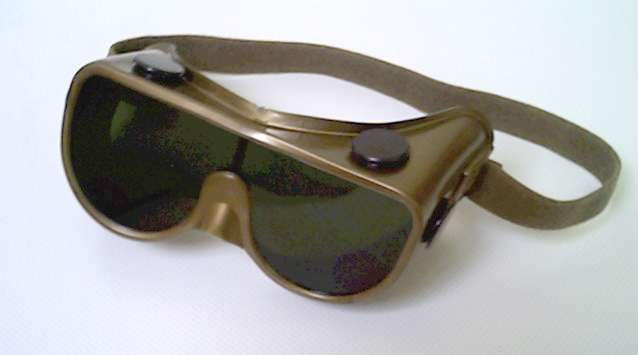
Eenvoudige lasbril voor autogeen lassen, met enkel een dunne kunststof bescherming

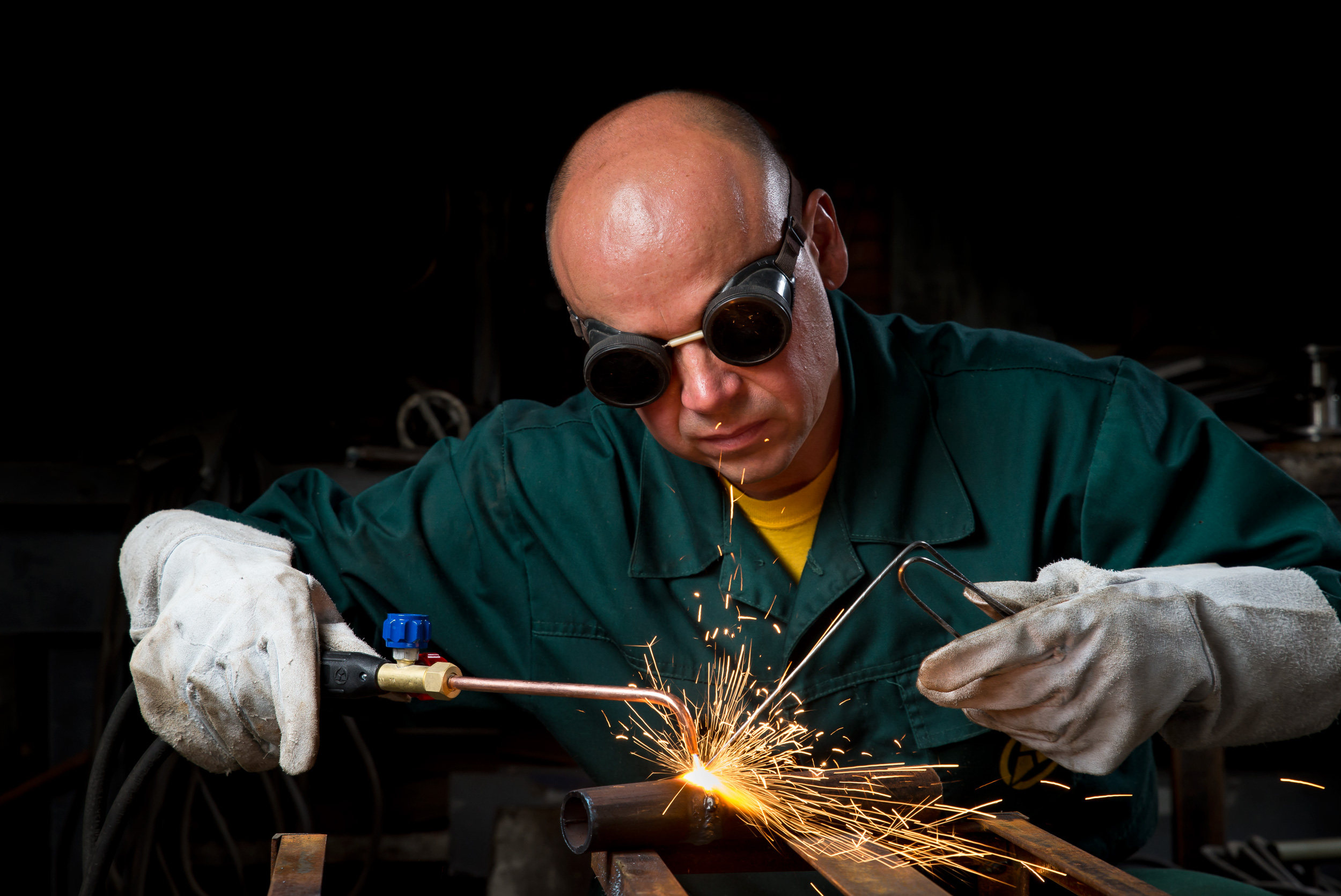
Het gebruik van een lasbril

Een lasbril dient ter bescherming van de ogen bij het autogeen lassen. Bij het booglassen wordt in plaats van een lasbril doorgaans een laskap gebruikt, die niet alleen de ogen maar het gehele gezicht beschermt. Zonder bescherming kan men lasogen krijgen.
Bij het lassen wordt het materiaal zo heet dat het intens licht uitstraalt. Bij elektrisch lassen komt er bovendien veel ultraviolette straling vrij. Hierdoor kunnen de ogen beschadigd raken. De hoeveelheid licht is overigens zo sterk dat men zonder bril het lasbed niet eens kan waarnemen.
Het donkere glas van een lasbril bevat didymium (een mengsel van de zeldzame aardmetalen praseodymium en neodymium). Deze kleuren het glas zeer donker violet of rood.
Een lasbril heeft meestal opklapbare glazen, zodat de las kan worden ingespecteerd als de vlam van het werkstuk is gehaald.
Een lasbril kan, indien donker genoeg (14 of 15), ook gebruikt worden om naar de zon te kijken, bijvoorbeeld om een zonsverduistering waar te nemen.